# Villa Virginie
La villa Virginie est une voie du 14e arrondissement de Paris, en France.

## Situation et accès
La villa Virginie est une voie située dans le 14e arrondissement de Paris. Elle débute au 66, rue du Père-Corentin et se termine au 115, avenue du Général-Leclerc. Cette voie, sur sa partie nord, longe la ligne de Petite Ceinture qui se trouve en contrebas d'environ une dizaine de mètres.

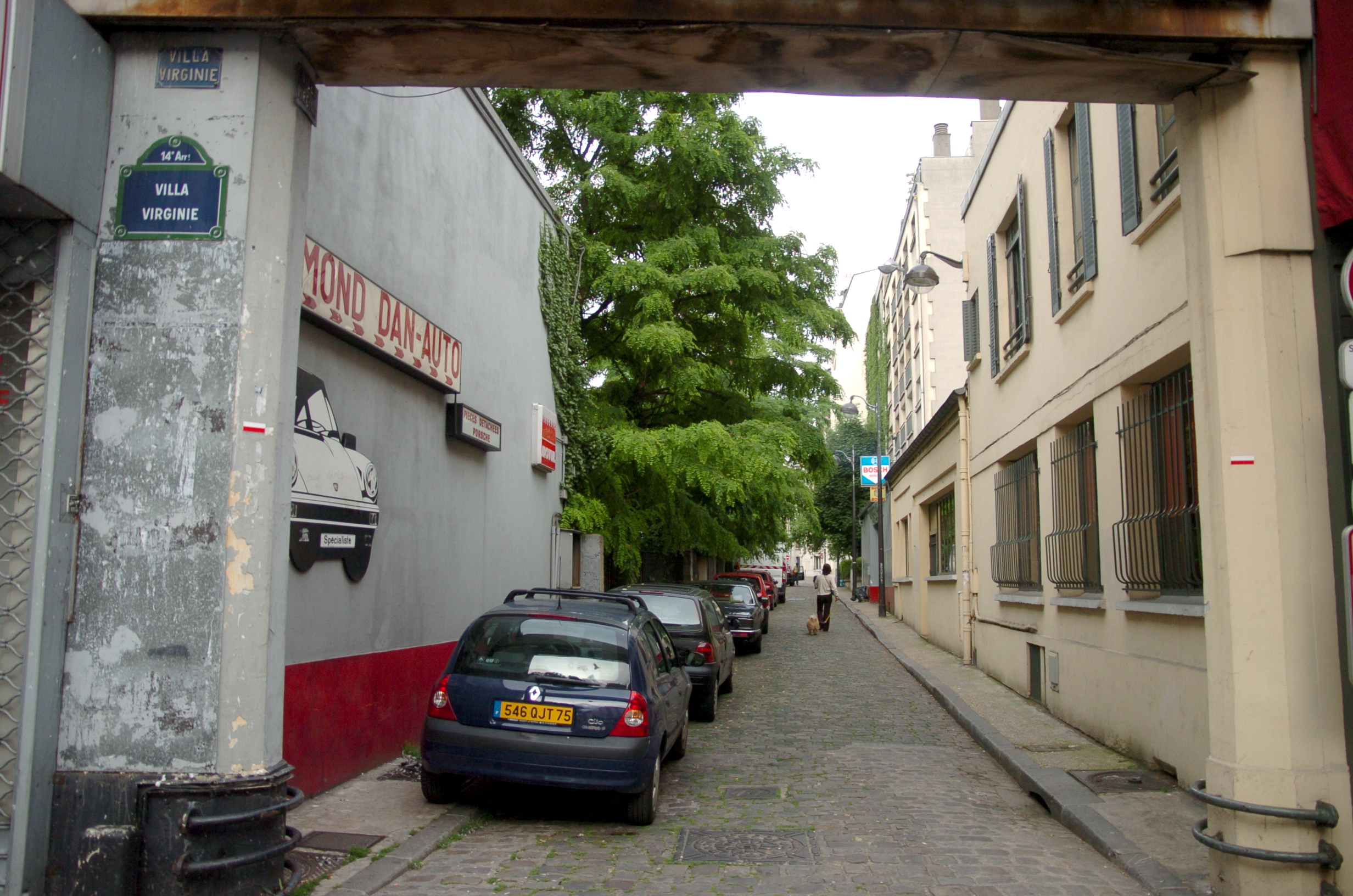
L'entrée dans la Villa Virginie par l'avenue du Général-Leclerc, le 1er juin 2008.
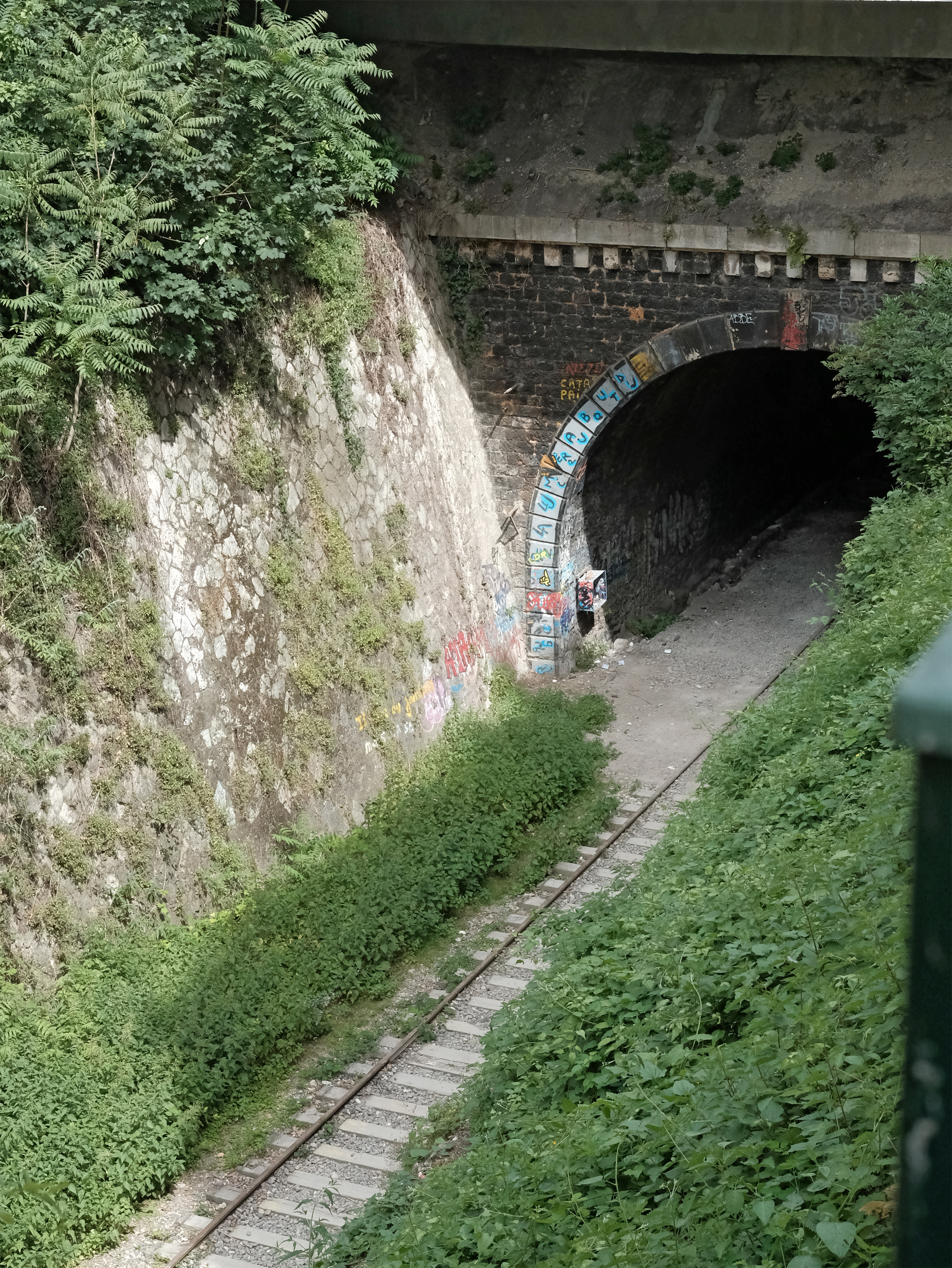
Extrémité orientale de la ligne.
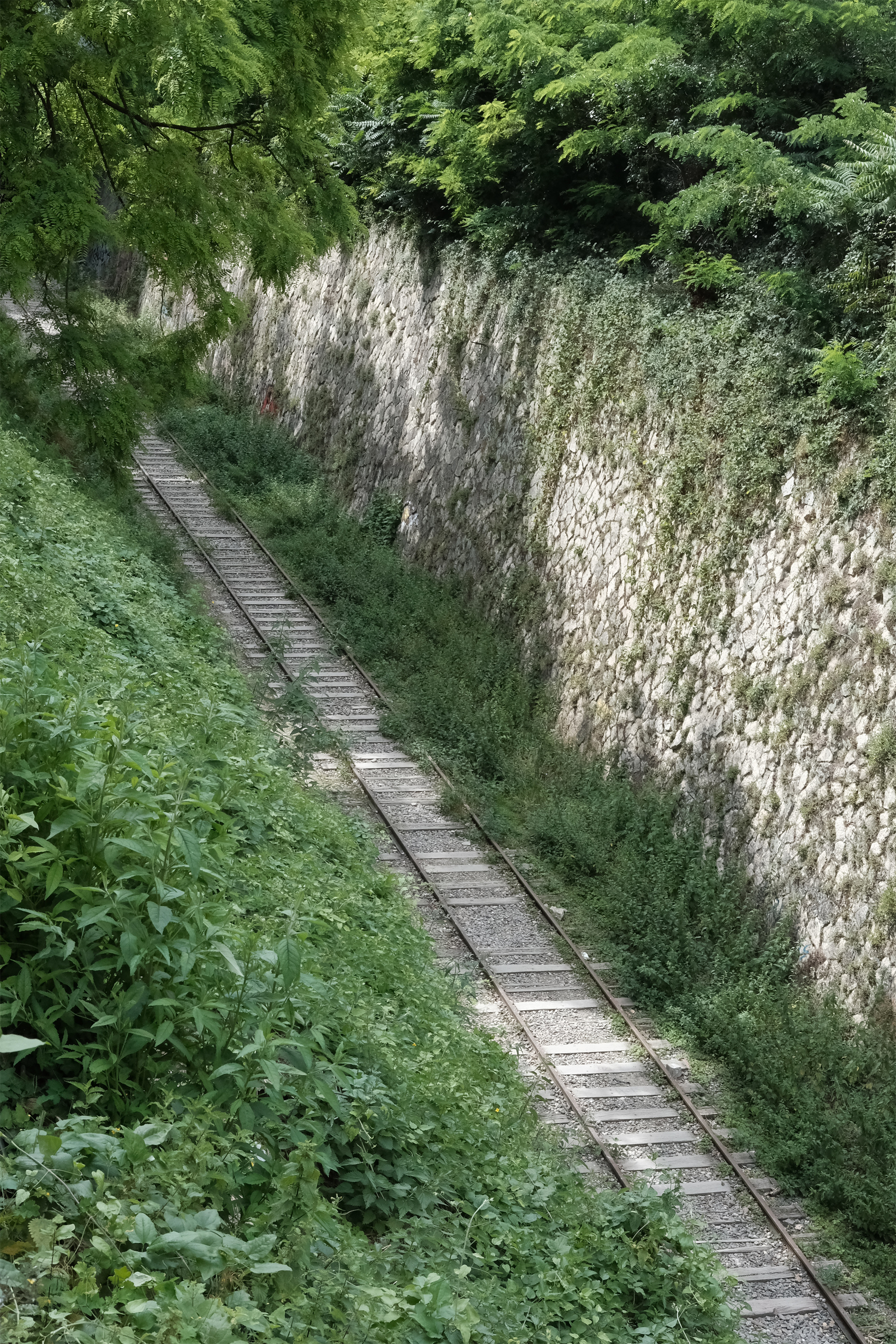
Partie occidentale de l'ancienne ligne.
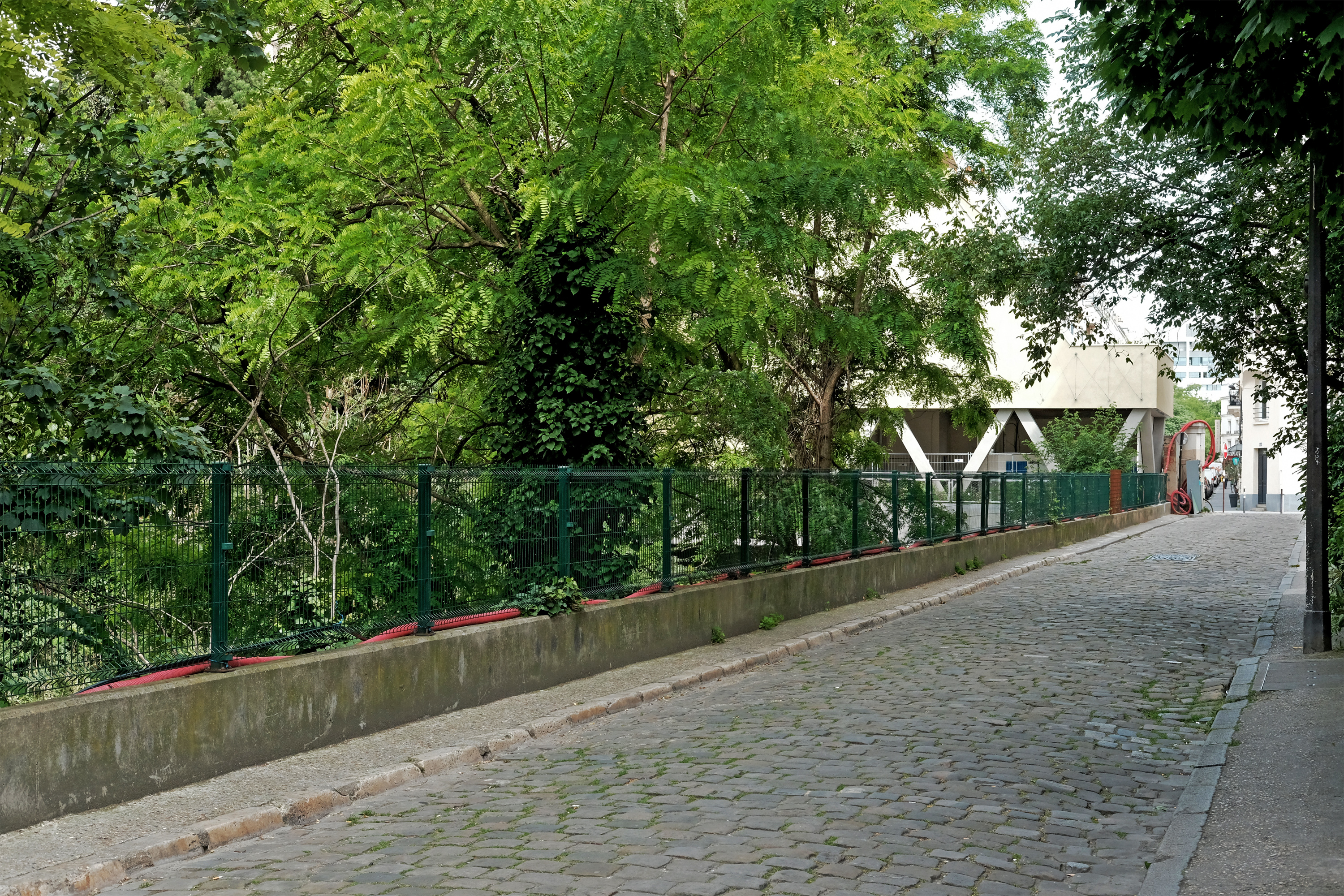
Côté nord de la voie.

## Origine du nom
L'origine du nom n'est indiquée dans aucune source.

## Historique
Cette voie a pris sa dénomination en 1926 lors de son ouverture et a été ouverte à la circulation publique par arrêté du 23 juin 1959.